# Biblioteca Sackler
A Biblioteca Sackler (inglês Sackler Library) é uma instituição que detém uma a maior parte das obras clássicas, de História da arte e arqueológicas pertencentes à Universidade de Oxford.

## História
A biblioteca foi completada em 2001 e abriu suas portas no dia 24 de setembro do mesmo ano, substituindo a antiga biblioteca do Ashmolean Museum. Ela está localizada na 1, St John Street, atrás do Ashmolean. Ela foi fundada graças à uma generosa doação do multi-milionário Dr. Mortimer Sackler.
Projetada pelos arquitetos Robert Adam e Paul Harvey da Robert Adam Architect, é um edifício singular, com um bloco central circular. Em linha com o seu propósito "clássico", uma das paredes externas é decorada com um friso clássico de mentira. Além disso, seus criadores afirmam que a entrada foi baseada no templo dórico de Apolo Epicuro em Bassae, escavado inicialmente por Charles Robert Cockerell, que desenhou o Ashmolean Museum.

## Coleções

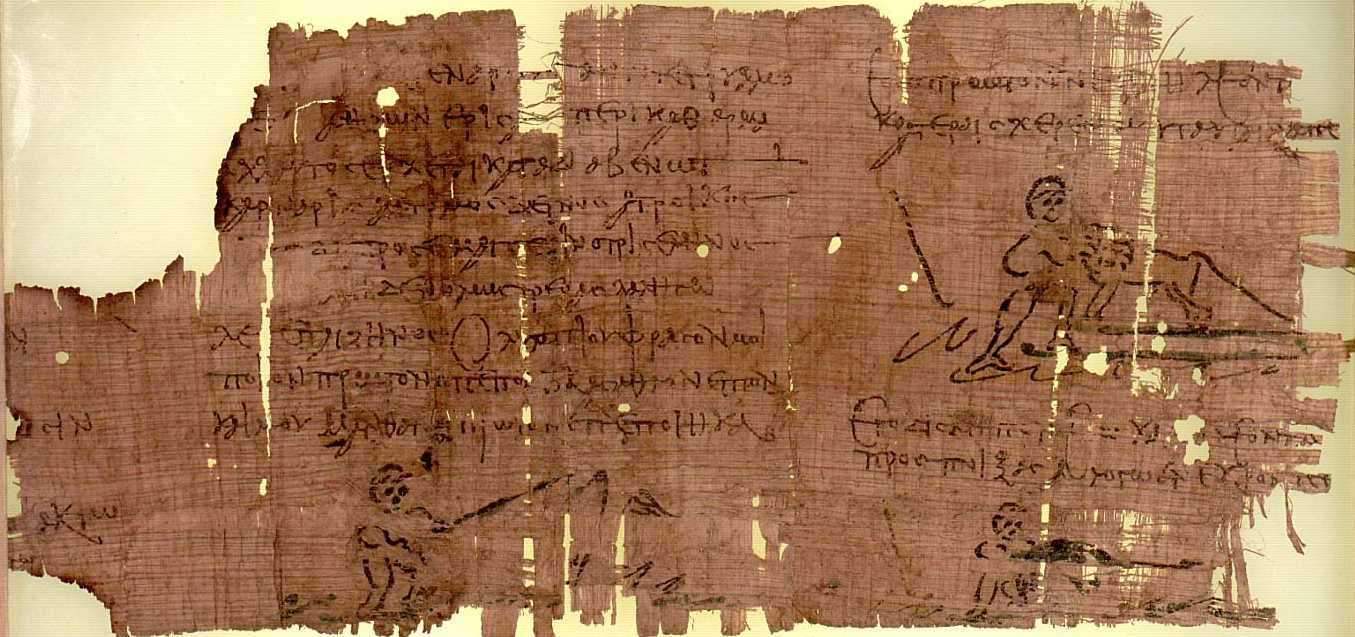
O Papiro de Hércules, parte da coleção da Biblioteca de Sackler.

Suas galerias incorporam as coleções de quatro bibliotecas anteriores, a saber: Ashmolean Library, a Classics Lending Library, a Eastern Art Library e a The History of Art Library. Os assuntos mais importantes são:
- Arte da Europa ocidental desde o ano 1000 dC
- História da arte
- Arte e arqueologia clássica e bizantina
- Papirologia e o Egito greco-romano
- Línguas cuneiformes e arqueologia do Oriente Médio
- Egiptologia e estudos coptas
- História antiga
- Epigrafia
- Literatura e línguas clássicas
- Arqueologia pré-histórica da Europa e Norte da África
- Arqueologia das províncias romanas
- Arqueologia da Europa medieval
- Arqueologia teórica e científica
- Numismática
- O Papiro de Hércules, um fragmento de um manuscrito do século III contendo um poema sobre os doze trabalhos de Hércules, assim como mais de 100.000 fragmentos encontrados entre os Papiros de Oxirrinco